# マローヤ地区
マローヤ地区（マローヤちく、ドイツ語: Region Maloja、イタリア語: Regione Maloja、ロマンシュ語：Regiun Malögia）は、スイスグラウビュンデン州の地区。
2017年1月1日、マローヤ郡を引き継ぎ成立した。

## 地理
スイス南東部を占めるグラウビュンデン州の中でも南東側に位置する。
イン川を中心に北東・南西方向に広がり、南側はイタリア国境でもある高山が連なっている。
南東のベルニナ地区とはベルニナ峠で接する。

## 文化
ほぼ中央に位置するサンモリッツは1928年と1948年の二回、冬季オリンピックの開催地となり、また同時に世界的に知られる保養地でもある。
同地は20世紀初頭に建設された鉄道の有力拠点でもあり、スイスを代表する観光列車である氷河急行、ベルニナ急行も同地を発着する。

## 基礎自治体の一覧
| 旗                   | 自治体名                            | 人口 2020年 12月31日 | 面積 (km²) | 人口密度 (人/km²) |
| -------------------- | ----------------------------------- | -------------------- | ---------- | ----------------- |
| Bever                | ベーヴァー（Bever）                 | 584                  | 45.75      | 13                |
| Bregaglia            | ブレガリア（Bregaglia）             | 1556                 | 251.42     | 6                 |
| Celerina/Schlarigna  | ツェレリーナ（Celerina/Schlarigna） | 1484                 | 24.02      | 62                |
| La Punt Chamues-ch   | ラプント（La Punt-Chamues-ch）      | 686                  | 63.28      | 11                |
| Madulain             | マドゥライン（Madulain）            | 206                  | 16.28      | 13                |
| Pontresina           | ポントレジーナ（Pontresina）        | 2178                 | 118.18     | 18                |
| St. Moritz           | サンモリッツ（St. Moritz）          | 4945                 | 28.69      | 172               |
| Samedan              | サメーダン（Samedan）               | 2923                 | 113.79     | 26                |
| S-chanf              | シャンフ（S-chanf）                 | 697                  | 138.03     | 5                 |
| Sils im Engadin/Segl | シルス（Sils im Engadin/Segl）      | 715                  | 63.58      | 11                |
| Silvaplana           | シルヴァプラーナ（Silvaplana）      | 1121                 | 44.77      | 25                |
| Zuoz                 | ツォーツ（Zuoz）                    | 1199                 | 65.78      | 18                |
| 合計 (12)            | 合計 (12)                           | 18,294               | 973.57     | 19                |